# Indicazioni nazionali per il curricolo della scuola dell'infanzia e del primo ciclo di istruzione
Le Indicazioni nazionali per il curricolo della scuola dell'infanzia e del primo ciclo d'istruzione sono un documento del Ministero dell'Istruzione dello Stato italiano che disciplina «gli obiettivi generali, gli obiettivi di apprendimento e i relativi traguardi per lo sviluppo delle competenze dei bambini e ragazzi per ciascuna disciplina o campo di esperienza» per la scuola dell'infanzia, per la scuola primaria e per la scuola secondaria di primo grado in tutti gli istituti statali e paritari del Paese. 
Le Indicazioni recepiscono il quadro delle competenze chiave europee e delegano all'autonomia scolastica la progettazione didattica su base curricolare.

## Storia
La prima versione del documento (Indicazioni per il curricolo della scuola dell'infanzia e per il primo ciclo di istruzione) risale al novembre 2007, in base al D.M. del 31 luglio 2007, sotto l'egida del ministro Fioroni. Le Indicazioni sono state poi oggetto di revisione nel 2012, tramite il D.M. n. 254 del 16-11-2012, a opera del ministro Profumo, e nel 2025 sotto l'impulso del ministro Valditara, dal titolo Indicazioni Nazionali per il curricolo - Scuola dell’infanzia e Scuole del Primo ciclo di istruzione.

## Contenuti

### 2012

#### Cultura, scuola, persona
In poco tempo, abbiamo vissuto il passaggio da una società stabile ad una ricca di cambiamenti. Gli ambienti in cui la scuola è immersa sono più ricchi ma anche più contraddittori, infatti l'apprendimento scolastico è solo uno delle tante esperienze di formazione che bambini e ragazzi vivono e per acquisire competenze specifiche spesso non c'è bisogno dei contesti scolastici. Per questo la scuola non deve abdicare al compito di promozione delle capacità degli studenti di dare senso alle tante loro esperienze. La scuola perciò è investita da una domanda che comprende, insieme, l'apprendimento e "il saper stare al mondo". L'obiettivo della scuola è mettere al centro la persona. Le strategie didattiche devono tener conto dell'unicità che ogni allievo rappresenta. Il "fare scuola" oggi significa mettere in relazione i modi nuovi di apprendimento, curare e consolidare le competenze e i saperi di base. La scuola deve formare la persona sul piano cognitivo e culturale, affinché possa affrontare l'incertezza e la mutevolezza degli scenari sociali e professionali visto il rapido cambiamento del mondo del lavoro. La scuola si deve costruire come luogo accogliente anche collaborando con le famiglie e aprendosi con il territorio affinché si sviluppino dei valori comuni i quali possono formare la società del domani, dove ogni cultura è valorizzata e rispettata. Insegnare le regole del vivere e condividere è compito della scuola con l'obiettivo di proporre un'educazione che spinga l'individuo a fare scelte autonome. Altri obiettivi prioritari della scuola: di insegnare a ricomporre i grandi oggetti della coscienza (l'universo, il pianeta, la natura,...); promuovere i saperi propri di un nuovo umanesimo (capacità di cogliere aspetti esistenziali dei problemi, capacità di comprendere le implicazioni,...); diffondere la consapevolezza che i grandi problemi dell'attuale condizione umana (il degrado ambientale, il caos climatico,...) possono essere affrontati e risolti attraverso una collaborazione fra discipline e culture. L'elaborazione dei saperi per comprendere l'attuale condizione dell'uomo planetario è la premessa per l'esercizio di una cittadinanza nazionale, europea e planetaria.

#### Finalità generali
La scuola Italiana, statale e paritaria, svolge la funzione pubblica per la formazione di ogni persona e la crescita civile e sociale del paese, assicura a tutti i cittadini l'obbligo scolastico e contribuisce a rimuovere gli ostacoli di ordine economico e sociale che possono impedire il pieno sviluppo della persona (art.3) Per garantire pari condizioni di accesso all'istruzione ed un servizio di qualità, lo Stato stabilisce degli obiettivi generali del processo formativi e degli obiettivi specifici di apprendimento relativi alle competenze degli studenti. Inoltre, fissa le discipline d'insegnamento e gli orari, gli standard relativi alla qualità del servizio e sistemi di valutazione e controllo del servizio. Il sistema scolastico italiano ha come punto di riferimento le competenze-chiave per l'apprendimento definite dal Parlamento europeo e dal consiglio.
Sono otto le competenze raccomandate:
- Comunicazione nella madre lingua:
- Comunicazione nelle lingue straniere:
- Competenze in campo matematico, scientifico e tecnologico
- Competenza digitale
- Imparare a imparare
- Competenze sociali e civiche
- Senso di iniziativa e imprenditorialità
- Consapevolezza ed espressione culturale

Alla fine del primo ciclo di istruzione lo studente ha consapevolezza delle proprie capacità e utilizza i propri strumenti di conoscenza.